# ハノイ土木大学
ベトナム国立建設大学（ベトナムこくりつけんせつだいがく、英語名：National University of Civil Engineering、ベトナム語：Trường Đại học Xây dựng / 場大學𡏦𤼸）は、ベトナムハノイにある国立大学。

## 沿革
- 1966年 開校

## 概要
熊本大学と埼玉大学が交流関係にある。

### 学部
- 建設工学科（Faculty of Civil Engineering）
- 高速道路・橋梁学科（Faculty of Highway and Bridges）
- 建築学科（Faculty of Architectures）
- 水理工学科（Faculty of Hydraulic Engineering）
- 環境工学科（Faculty of Environmental Engineering）
- 建築材料学科（Faculty of Construction Materials）
- 構造工学科（Faculty of Construction Mechanics）
- 情報工学科（Faculty of Information Technology）
- 建設経済学科（Faculty of Construction Economics）